# 綠口站
綠口站（日语：／ Midoriguchi eki */?）是位於廣島縣廣島市安藝區瀨野一丁目，曾是Skyrail Service廣島短距離交通瀨野線的車站，已隨路線廢線而遭廢站。

## 車站構造
此站是高架車站，設有2面2線的相對式月台。乘車和下車使用不同月台。在吊車上的乘客下車後，會像索道一樣，前往乘車月台讓乘客上車。另外，此站直接連接JR瀨野站。

## 歷史
- 1998年8月28日：車站啟用。
- 2013年1月14日：隨著檢票系更新，自動閘機也更新。
- 2024年5月1日：隨全線廢線而廢站[1][2]。

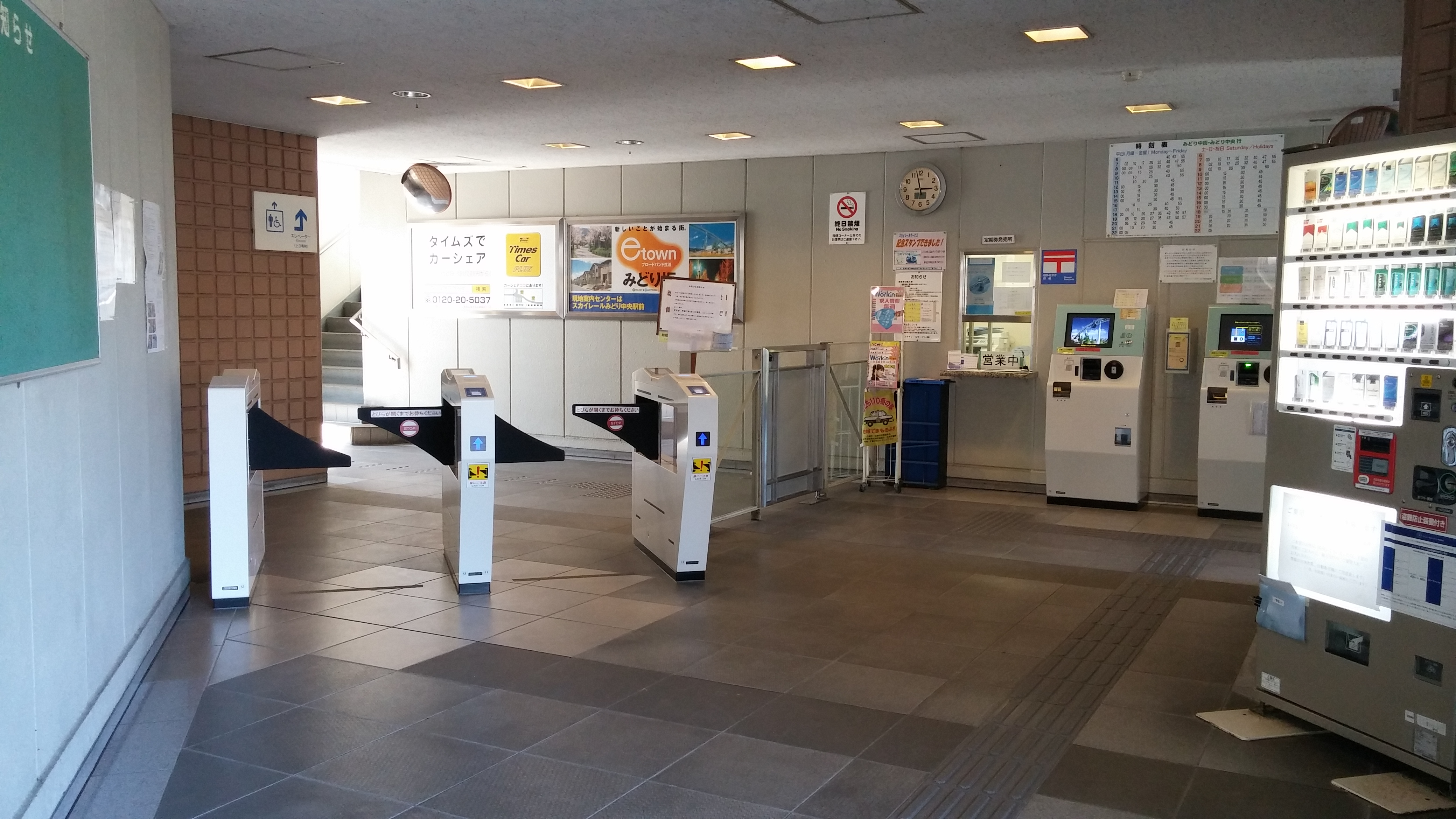
檢票口（2015年8月22日）

## 使用狀況
以下為1日平均上下車人次列表：
| 年度   | 1日平均 上下車人次 |
| ------ | ------------------ |
| 2011年 | 1,165              |
| 2012年 | 1,067              |
| 2013年 | 1,114              |
| 2014年 | 1,175              |
| 2015年 | 1,340              |
| 2016年 | 1,454              |
| 2017年 | 1,328              |
| 2018年 | 842                |
| 2019年 | 1,105              |
| 2020年 | 856                |
| 2021年 | 914                |

## 相鄰車站
Skyrail Service
廣島短距離交通瀨野線
綠口－綠中街